# 備忘錄

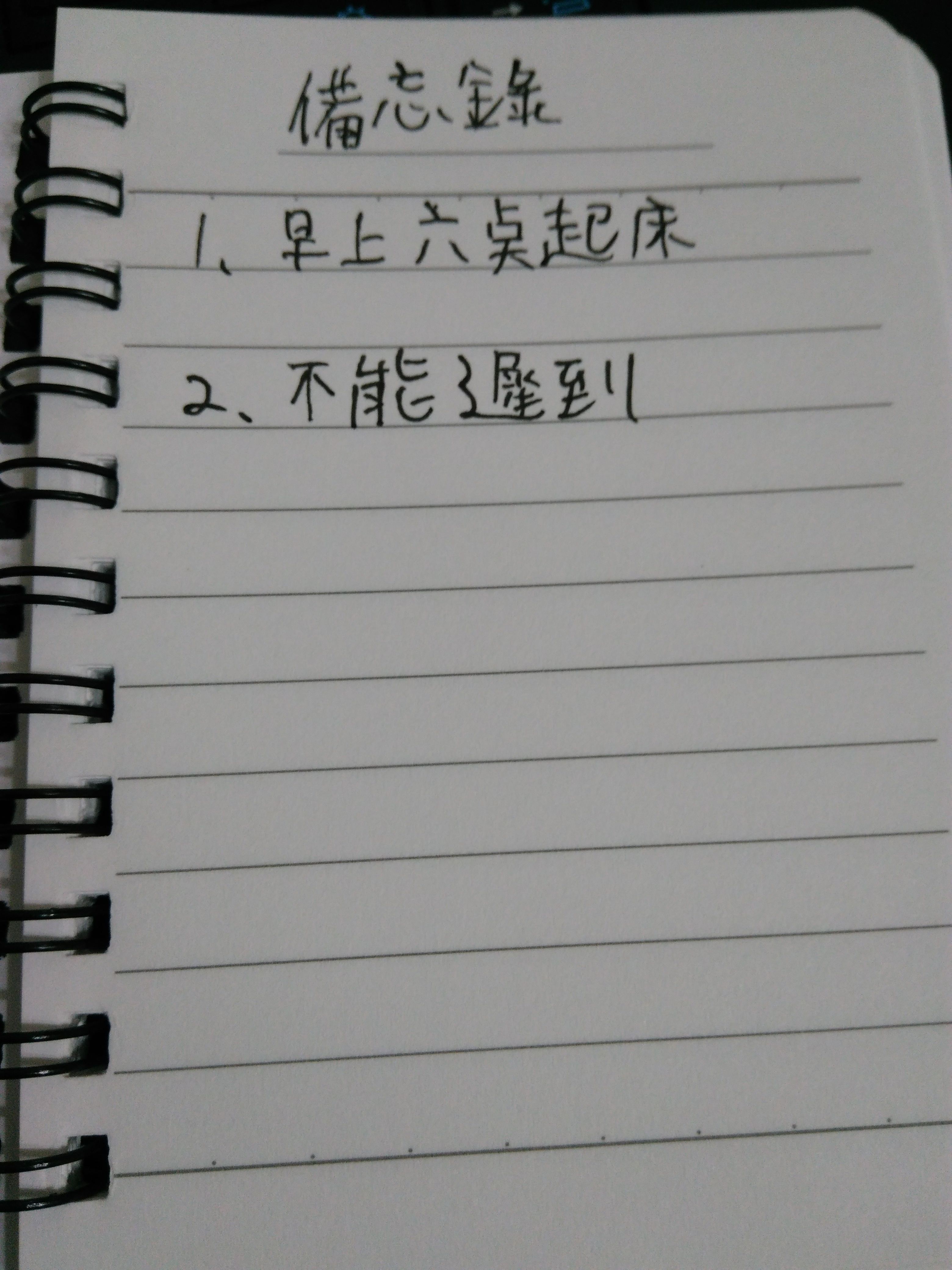
使用筆記本自製的備忘錄

備忘錄（英語：memorandum，簡寫為 memo），意指任何一種能夠幫助記憶，簡單說明主題與相關事件的書面資料。它源自於拉丁語：，由動詞 memoro （原義是「提及、回憶、相關的」），所形成的動名詞，意為：「這是應該被記住的」。
在商業辦公、法律文件或外交談判中，一些非正式或半正式的文件通常都會被稱為備忘錄，可以是簡單的字條、文件，或是通訊記錄。備忘錄可以有各種形式，也不一定有固定格式，各個機構內部可以自行決定它的格式。
作為法律文書，備忘錄記錄了某些交易或是契約，但是缺乏完整的法律強制性，其中包括了政治備忘錄、合作備忘錄（Memorandum of Understanding, MoU）、章程大纲等。美國政治家迪安·艾奇逊曾說過：「備忘錄寫作的目的，不在於提醒閱讀者，而是在保護寫作者。」